# Campeonato dos Quatro Continentes de Patinação Artística no Gelo de 2016
O Campeonato dos Quatro Continentes de Patinação Artística no Gelo de 2016 foi a décima oitava edição da competição, um evento anual de patinação artística no gelo organizado pela União Internacional de Patinação (em inglês:  International Skating Union) onde os patinadores artísticos competem pelo título de campeão dos quatro continentes. Os quatro continentes do nome da competição se referem às Américas, África, Ásia e Oceania. A competição foi disputada entre os dias 16 de fevereiro e 21 de fevereiro, na cidade de Taipei, Taiwan.

## Eventos
- Individual masculino
- Individual feminino
- Duplas
- Dança no gelo

## Medalhistas
| Evento                        | Ouro                                             | Prata                                          | Bronze                                |
| Individual masculino detalhes | Patrick Chan · Canadá                            | Jin Boyang · China                             | Yan Han · China                       |
| Individual feminino detalhes  | Satoko Miyahara · Japão                          | Mirai Nagasu · Estados Unidos                  | Rika Hongo · Japão                    |
| Duplas detalhes               | Sui Wenjing · Han Cong · China                   | Alexa Scimeca · Chris Knierim · Estados Unidos | Yu Xiaoyu · Jin Yang · China          |
| Dança no gelo detalhes        | Maia Shibutani · Alex Shibutani · Estados Unidos | Madison Chock · Evan Bates · Estados Unidos    | Kaitlyn Weaver · Andrew Poje · Canadá |

## Resultados

### Individual masculino
| Pos.              | Nome                       | Nacionalidade  | Pontos | PC         | PL          |
| ----------------- | -------------------------- | -------------- | ------ | ---------- | ----------- |
| Medalha de ouro   | Patrick Chan               | Canadá         | 290.21 | 86.22 (5)  | 203.99 (1)  |
| Medalha de prata  | Jin Boyang                 | China          | 289.83 | 98.45 (1)  | 191.38 (2)  |
| Medalha de bronze | Yan Han                    | China          | 271.55 | 89.57 (3)  | 181.98 (3)  |
| 4                 | Shoma Uno                  | Japão          | 269.81 | 92.99 (2)  | 176.82 (5)  |
| 5                 | Takahito Mura              | Japão          | 268.43 | 89.08 (4)  | 179.35 (4)  |
| 6                 | Keiji Tanaka               | Japão          | 222.70 | 74.82 (7)  | 147.88 (7)  |
| 7                 | Max Aaron                  | Estados Unidos | 220.94 | 69.48 (8)  | 151.46 (6)  |
| 8                 | Grant Hochstein            | Estados Unidos | 216.34 | 75.79 (6)  | 140.55 (10) |
| 9                 | Michael Christian Martinez | Filipinas      | 211.59 | 69.15 (9)  | 142.44 (9)  |
| 10                | Kim Jin-seo                | Coreia do Sul  | 201.43 | 65.13 (12) | 136.30 (11) |
| 11                | Kevin Reynolds             | Canadá         | 198.87 | 55.14 (20) | 143.73 (8)  |
| 12                | Song Nan                   | China          | 194.81 | 66.04 (11) | 128.77 (15) |
| 13                | Liam Firus                 | Canadá         | 194.02 | 61.81 (14) | 132.21 (13) |
| 14                | Ross Miner                 | Estados Unidos | 191.12 | 58.27 (17) | 132.85 (12) |
| 15                | Julian Zhi Jie Yee         | Malásia        | 190.32 | 59.70 (15) | 130.62 (14) |
| 16                | Lee June-hyoung            | Coreia do Sul  | 180.92 | 67.35 (10) | 113.57 (19) |
| 17                | Denis Margalik             | Argentina      | 177.65 | 57.71 (18) | 119.94 (16) |
| 18                | Byun Se-jong               | Coreia do Sul  | 176.15 | 58.30 (16) | 117.85 (17) |
| 19                | Brendan Kerry              | Austrália      | 172.26 | 55.83 (19) | 116.43 (18) |
| 20                | Andrew Dodds               | Austrália      | 161.47 | 61.88 (13) | 99.59 (21)  |
| 21                | Chih-I Tsao                | Taipé Chinesa  | 159.13 | 51.83 (22) | 107.30 (20) |
| 22                | Leslie Ip                  | Hong Kong      | 152.29 | 54.81 (21) | 97.48 (22)  |
| 23                | Harry Hau Yin Lee          | Hong Kong      | 110.95 | 42.54 (23) | 68.41 (23)  |

### Individual feminino
| Pos.              | Nome               | Nacionalidade  | Pontos | PC         | PL          |
| ----------------- | ------------------ | -------------- | ------ | ---------- | ----------- |
| Medalha de ouro   | Satoko Miyahara    | Japão          | 214.91 | 72.48 (1)  | 142.43 (1)  |
| Medalha de prata  | Mirai Nagasu       | Estados Unidos | 193.86 | 66.06 (3)  | 127.80 (2)  |
| Medalha de bronze | Rika Hongo         | Japão          | 181.78 | 64.27 (4)  | 117.51 (5)  |
| 4                 | Park So-youn       | Coreia do Sul  | 178.92 | 62.49 (5)  | 116.43 (7)  |
| 5                 | Gracie Gold        | Estados Unidos | 178.39 | 57.26 (9)  | 121.13 (3)  |
| 6                 | Kaetlyn Osmond     | Canadá         | 175.63 | 56.14 (11) | 119.49 (4)  |
| 7                 | Kanako Murakami    | Japão          | 175.12 | 68.51 (2)  | 106.61 (13) |
| 8                 | Choi Da-bin        | Coreia do Sul  | 173.71 | 56.79 (10) | 116.92 (6)  |
| 9                 | Kim Na-hyun        | Coreia do Sul  | 170.70 | 58.40 (8)  | 112.30 (8)  |
| 10                | Li Zijun           | China          | 167.88 | 60.04 (6)  | 107.84 (11) |
| 11                | Alaine Chartrand   | Canadá         | 165.73 | 59.71 (7)  | 106.02 (14) |
| 12                | Karen Chen         | Estados Unidos | 161.52 | 53.55 (12) | 107.97 (10) |
| 13                | Kailani Craine     | Austrália      | 157.82 | 49.02 (16) | 108.80 (9)  |
| 14                | Véronik Mallet     | Canadá         | 155.98 | 51.88 (15) | 104.10 (15) |
| 15                | Amy Lin            | Taipé Chinesa  | 155.61 | 47.88 (17) | 107.73 (12) |
| 16                | Zhao Ziquan        | China          | 147.79 | 53.24 (13) | 94.55 (16)  |
| 17                | Brooklee Han       | Austrália      | 135.75 | 52.80 (14) | 82.95 (17)  |
| 18                | Michaela Du Toit   | África do Sul  | 121.12 | 45.18 (19) | 75.94 (18)  |
| 19                | Zheng Lu           | China          | 118.73 | 45.72 (18) | 73.01 (20)  |
| 20                | Maisy Hiu Ching Ma | Hong Kong      | 115.10 | 42.06 (20) | 73.04 (19)  |
| 21                | Katie Pasfield     | Austrália      | 95.78  | 34.63 (22) | 61.15 (21)  |
| 22                | Thita Lamsam       | Tailândia      | 89.56  | 38.91 (21) | 50.65 (22)  |

### Duplas
| Pos.              | Nome                                   | Nacionalidade   | Pontos | PC         | PL         |
| ----------------- | -------------------------------------- | --------------- | ------ | ---------- | ---------- |
| Medalha de ouro   | Sui Wenjing / Han Cong                 | China           | 221.91 | 78.51 (1)  | 143.40 (1) |
| Medalha de prata  | Alexa Scimeca / Chris Knierim          | Estados Unidos  | 207.96 | 67.61 (3)  | 140.35 (2) |
| Medalha de bronze | Yu Xiaoyu / Jin Yang                   | China           | 187.33 | 64.99 (4)  | 122.34 (3) |
| 4                 | Tarah Kayne / Daniel O'Shea            | Estados Unidos  | 182.02 | 59.72 (7)  | 122.30 (4) |
| 5                 | Lubov Ilyushechkina / Dylan Moscovitch | Canadá          | 179.67 | 61.97 (5)  | 117.70 (5) |
| 6                 | Marissa Castelli / Mervin Tran         | Estados Unidos  | 175.08 | 61.34 (6)  | 113.74 (6) |
| 7                 | Ryom Tae-ok / Kim Ju-sik               | Coreia do Norte | 157.24 | 53.83 (8)  | 103.41 (7) |
| 8                 | Vanessa Grenier / Maxime Deschamps     | Canadá          | 148.82 | 50.07 (10) | 98.75 (8)  |
| 9                 | Sumire Suto / Francis Boudreau Audet   | Japão           | 145.33 | 52.70 (9)  | 92.63 (9)  |
| WD                | Meagan Duhamel / Eric Radford          | Canadá          | —      | 71.90 (2)  | — (WD)     |

### Dança no gelo
| Pos.              | Nome                                          | Nacionalidade  | Pontos | DC         | DL         |
| ----------------- | --------------------------------------------- | -------------- | ------ | ---------- | ---------- |
| Medalha de ouro   | Maia Shibutani / Alex Shibutani               | Estados Unidos | 181.62 | 72.86 (1)  | 108.76 (1) |
| Medalha de prata  | Madison Chock / Evan Bates                    | Estados Unidos | 174.64 | 67.05 (4)  | 107.59 (2) |
| Medalha de bronze | Kaitlyn Weaver / Andrew Poje                  | Canadá         | 173.85 | 72.42 (2)  | 101.43 (4) |
| 4                 | Madison Hubbell / Zachary Donohue             | Estados Unidos | 172.29 | 69.36 (3)  | 102.93 (3) |
| 5                 | Piper Gilles / Paul Poirier                   | Canadá         | 162.19 | 63.92 (5)  | 98.27 (5)  |
| 6                 | Élisabeth Paradis / François-Xavier Ouellette | Canadá         | 146.94 | 60.15 (6)  | 86.79 (7)  |
| 7                 | Kana Muramoto / Chris Reed                    | Japão          | 145.83 | 57.13 (7)  | 88.70 (6)  |
| 8                 | Min Yura / Alexander Gamelin                  | Coreia do Sul  | 138.42 | 55.23 (9)  | 83.19 (8)  |
| 9                 | Wang Shiyue / Liu Xinyu                       | China          | 135.57 | 56.49 (8)  | 79.08 (10) |
| 10                | Lee Ho-jung / Richard Kang-in Kam             | Coreia do Sul  | 128.27 | 47.46 (11) | 80.81 (9)  |
| 11                | Rebeka Kim / Kirill Minov                     | Coreia do Sul  | 122.69 | 44.69 (13) | 78.00 (11) |
| 12                | Emi Hirai / Marien de la Asuncion             | Japão          | 117.06 | 47.09 (12) | 69.97 (13) |
| 13                | Zhang Yiyi / Wu Nan                           | China          | 114.84 | 42.01 (14) | 72.83 (12) |
| 14                | Anastasia Khromova / Daryn Zhunussov          | Cazaquistão    | 110.71 | 48.19 (10) | 62.52 (15) |
| 15                | Li Xibei / Xiang Guangyao                     | China          | 103.75 | 39.64 (15) | 64.11 (14) |
| 16                | Matilda Friend / William Badaoui              | Austrália      | 85.70  | 33.00 (16) | 52.70 (16) |

## Quadro de medalhas
| Ordem | País           | Medalha de ouro | Medalha de prata | Medalha de bronze |    | Ordem por total |
| ----- | -------------- | --------------- | ---------------- | ----------------- | -- | --------------- |
| 1     | Estados Unidos | 1               | 3                |                   | 4  | 1               |
| 2     | China          | 1               | 1                | 2                 | 4  | 1               |
| 3     | Canadá         | 1               |                  | 1                 | 2  | 3               |
| 3     | Japão          | 1               |                  | 1                 | 2  | 3               |
| TOTAL | TOTAL          | 4               | 4                | 4                 | 12 | —               |